# ائرو ال-۳۹ ان‌جی
ائرو ال-۳۹ ان‌جی (به انگلیسی: Aero L-39NG) یک هواپیمای ساختِ آئرو ودوخودی است.